# Datsakorn Thonglao
Datsakorn Thonglao (Thai: ดัสกร ทองเหลา, * 30. Dezember 1983 in der Provinz Nongbua Lamphu) ist ein ehemaliger thailändischer Fußballspieler.

## Karriere

### Verein
Seine aktive Karriere begann Datsakorn beim FC Raj Pracha. Im Jahr 2001 wechselte er zu BEC Tero Sasana und wurde mit dem Verein Meister der Thai Premier League. Es war sein erster großer Titel. Neben dem Gewinn der Meisterschaft wurde er noch zweimal Vizemeister mit BEC Tero. 2003 erreichte er mit der Mannschaft das Finale der AFC Champions League. In beiden Spielen des Finals stand er in der Anfangsformation. Am Ende unterlag man nach Hin- und Rückspiel dem Al Ain Club. Für die damalige Rekordsumme von 80.000 Dollar wechselte Datsakorn im Jahr 2007 nach Vietnam. Er unterschrieb bei Hoàng Anh Gia Lai einen 3-Jahres-Vertrag. Einen Titel gewann er bisher mit seinem neuen Verein noch nicht. Seit Herbst 2009 wuchsen die Spekulationen über einen möglichen Wechsel zurück nach Thailand. Datsakorn hatte jedoch inzwischen einen neuen Vertrag bei seinem Verein Hoàng Anh Gia Lai unterschrieben und sich zwei weitere Jahre vertraglich gebunden. Muangthong United bemühte sich bereits früh den Spielmacher nach Thailand zurückzuholen. Im Januar 2010 wurde der Wechsel dann auch vollzogen. Datsakorn machte seinem Arbeitgeber deutlich, dass er zurück nach Thailand möchte. Dieser rief daraufhin 200.000 US-Dollar auf. Exakt die Summe, welche Datsakorn zuvor als Handgeld für seine erneute Vertragsunterschrift erhalten hatte. Ob sein neuer Verein die Summe auch wirklich bezahlt hatte, ist nicht bekannt. Er dürfte aber auf jeden Fall der teuerste Spieler im südostasiatischen Raum sein.
Durch den Gewinn der Meisterschaft von Muangthong United in der Saison 2009 war der Klub berechtigt, an der Qualifikation zur AFC Champions League 2010 teilzunehmen. Für beide Spiele in der Qualifikation war Datsakorn jedoch nicht spielberechtigt. Die Meldefrist endete zum 30. Januar 2009.
Zu Beginn der Saison 2022/23 wechselte er im Juni 2022 in die dritte Liga. Hier schloss er sich dem Kanchanaburi City FC an. Der Verein aus Kanchanaburi spielte in der Western Region der Liga. Nach 22 Ligaspielen beendete er im Sommer 2024 seine Karriere als Fußballspieler.

### Nationalmannschaft
Die Karriere in der Nationalmannschaft begann der heutige Kapitän 2001. Gleich im ersten Jahr seiner Berufung in die U-23-Nationalmannschaft gewann er 2001 und die Goldmedaille bei den Südostasienspielen. Zwei Jahre später konnte er den Erfolg mit der Mannschaft wiederholen. Bei seinen bisherigen Teilnahmen an den ASEAN-Fußballmeisterschaften reichte es 2007 und 2008 jeweils nur zu Platz zwei. Datsakorn nahm sowohl 2004 als auch 2007 an der Endrunde der Fußball-Asienmeisterschaft teil. Er konnte dabei jedoch kein Tor erzielen.

## Erfolge

### Verein
BEC-Tero Sasana FC
- Thailändischer Meister: 2001/02
- Thailändischer Vizemeister: 2002/03, 2003/04
- Kor-Royal-Cup-Sieger: 2000
- AFC Champions League: 2003 (Finalist)

Muangthong United
- Thailändischer Meister: 2010, 2012, 2016
- Kor-Royal-Cup-Sieger: 2010
- Thailändischer Ligapokalsieger: 2016
- Thailändischer Pokalfinalist: 2010

Uthai Thani FC
- Thai League 3 – North: 2021/22
- Thai League 3 – National Championship: 2021/22  ▲

### Nationalmannschaft
- Endrundenteilnahme an der Fußball-Asienmeisterschaft 2004 und 2007
- ASEAN-Fußballmeisterschaft Finalist 2007, 2008
- Südostasienspiele Goldmedaille 2001, 2003
- King’s Cup Gewinner 2006 und Dritter Platz 2003
- Teilnahme an der Sommer-Universiade 2005[5]

## Auszeichnungen
- Thai Premier League: Spieler des Jahres 2010